# جورجي ويلكام
جورجي ويلسون ويلكام كولينز (بالإسبانية: Georgie Welcome)‏ (مواليد 9 مارس 1985 في رواتان) لاعب كرة قدم هندوراسي يلعب حاليا لصالح نادي موتاغوا الهندوراسي .

## روابط خارجية
- جورجي ويلكام على موقع الاتحاد الدولي (مؤرشف)  (الإنجليزية)
- جورجي ويلكام على موقع رابطة كرة القدم الفرنسية للمحترفين (الإنجليزية)
- جورجي ويلكام على موقع قاعدة بيانات كرة القدم.إي يو (الإنجليزية)
- جورجي ويلكام على موقع ليكيب (الفرنسية)
- جورجي ويلكام على موقع ناشيونال فوتبول تيمز (الإنجليزية)
- جورجي ويلكام على موقع Soccerway.com (الإنجليزية)
- جورجي ويلكام على موقع عالم كرة القدم.نت (الإنجليزية)
- جورجي ويلكام على موقع كووورة